# Cierva Cove
Die Cierva Cove (in Chile Caleta Fontaine) ist eine Bucht an der Danco-Küste des Grahamlands auf der Antarktischen Halbinsel. Sie liegt 10 km südöstlich des Kap Sterneck in der Hughes Bay.
Das UK Antarctic Place-Names Committee benannte sie nach 1960 nach dem spanischen Luftfahrtpionier Juan de la Cierva (1895–1936), Entwickler des ersten Tragschraubers. Chilenische Wissenschaftler benannten sie dagegen nach Leopoldo Fontaine Nakin, Hydrograph der 3. Chilenischen Antarktisexpedition (1948–1949).